# Wildenbörten
Wildenbörten es una localidad situada en el municipio de Schmölln del distrito de Altenburger Land, en el estado federado de Turingia (Alemania), a una altitud de 250 metros. Su población es de algo más de doscientos habitantes.
Hasta el 1 de enero de 2019, cuando se incorporó al actual municipio de Schmölln, Wildenbörten era sede de un municipio que en sus últimos años contaba con una población de unos doscientos cincuenta habitantes y abarcaba en su término municipal a las localidades de Dobra, Graicha, Hartroda y Kakau. Todas estas localidades son actualmente pedanías de Schmölln y en su origen eran municipios que fueron anexionados en Wildenbörten a mediados del siglo XX.
Se encuentra cerca de la frontera con el estado de Sajonia-Anhalt.